# Poco (альбом)
Poco — второй студийный альбом американской кантри-рок-группы Poco, выпущенный 6 мая 1970 года на лейбле Epic Records.
Написанная Мессиной песня «You Better Think Twice» стала визитной карточкой группы. Она была издана в качестве сингла и достигла 72 места в чарте Billboard Hot 100.
Копия альбома висит в качестве экспоната в Зале славы кантри, наряду с курткой Расти Янга, в которую он одет на задней стороне пластинки.

## Список композиций
1. «Hurry Up» (Ричи Фьюрэй) — 4:06
2. «You Better Think Twice» (Джим Мессина) — 3:21
3. «Honky Tonk Downstairs» (Dallas Frazier) — 2:43
4. «Keep On Believin'» (Фьюрэй, Тимоти Би Шмит) — 2:51
5. «Anyway Bye Bye» (Фьюрэй) — 7:01
6. «Don’t Let It Pass By» (Фьюрэй) — 2:33
7. «Nobody’s Fool/El Tonto de Nadie, Regresa» (Фьюрэй, Мессина, Джордж Грантман, Шмит, Расти Янг) — 18:25

## Участники записи
- Джим Мессина — гитара, вокал, продюсер
- Ричи Фьюрэй — гитара, вокал
- Расти Янг — стил-гитара, гитара, вокал
- Тимоти Би Шмит — бас-гитара, вокал
- Джордж Грантман — ударные, вокал

Дополнительно
- Бобби Дойл — фортепиано
- Ларри Кнетчел — фортепиано
- Милт Холланд — перкуссия
- Терри Данаван — инженер
- Алекс Казенгрэс — инженер
- Гари Бёрден — арт-директор
- Генри Дилтц — фотография